# (31822) 1999 SY4
1999 أس واي 4 (ويعرف أيضًا باسم (31822) 1999 أس واي 4 وفق تسمية الكوكب الصغير) (بالإنجليزية: 1999 SY4)‏ هو كويكب ضمن حزام الكويكبات؛ وترتيبه 31822 من حيث الاكتشاف.
اكتُشف هذا الجُرم الفلكي بواسطة بحث لنكولن عن الكويكبات القريبة من الأرض في 29 سبتمبر 1999.

## وصلات خارجية
- (31822) 1999 SY4 في قاعدة بيانات مختبر الدفع النفاث لأجرام النظام الشمسي الصغيرة

- الاكتشاف · مخطط المدار ·  العناصر المدارية · المعلمات المادية

- (31822) 1999 SY4 على موقع ويكي سكاي: DSS2, SDSS, GALEX, IRAS, Hydrogen α, X-Ray, Astrophoto, Sky Map, Articles and images